# HMIS Khyber (J190)
Le HMIS Khyber (pennant number J190)  est un dragueur de mines de la classe Bangor lancé pour la Royal Navy (RN) sous le nom de HMS Harwich, mais transféré à la Royal Indian Navy (RIN) avant sa mise en service et qui a servi pendant la Seconde Guerre mondiale.

## Conception
Le Harwich est commandé dans le cadre du programme de la classe Bangor de 1939-40 le 20 décembre 1940 pour le chantier naval de William Hamilton and Company à Port Glasgow en Écosse. La pose de la quille est effectuée le 28 mars 1941, le Harwich est lancé le 29 juillet 1942 et est transféré à la Royal Indian Navy et mis en service le 27 octobre 1942 sous le nom de Khyber.
La classe Bangor doit initialement être un modèle réduit de dragueur de mines de la classe Halcyon au service de la Royal Navy,. La propulsion de ces navires est assurée par 3 types de motorisation: moteur diesel, moteur à vapeur à pistons double ou triple expansions et turbine à vapeur. Cependant, en raison de la difficulté à se procurer des moteurs diesel, la version diesel a été réalisée en petit nombre.
Les dragueurs de mines de classe Bangor version indienne déplacent 667 tonnes en charge normale. Afin de pouvoir loger les chaufferies, ce navire possède des dimensions plus grandes que les premières versions à moteur diesel avec une longueur totale de 53 mètres LHT, une largeur de 8,69 mètres et un tirant d'eau de 3,12 mètres. Ce navire est propulsé par 2 turbines à vapeur alimentée par 2 chaudières à tubes d'eau à 3 tambours Admiralty et entraînant deux arbres d'hélices. Les moteurs développent une puissance de 2 000 chevaux-vapeur (1 500 kW) et atteignent une vitesse maximale de 16 nœuds (30 km/h). Le dragueur de mines peut transporter un maximum de 163 tonnes de fioul qui lui donne un rayon d'action de 2 800 milles nautiques (5 200 kilomètres) à 10 nœuds (19 km/h).
Leur manque de taille donne aux navires de cette classe de faibles capacités de manœuvre en mer, qui seraient même pires que celles des corvettes de la classe Flower. Les versions à moteur diesel sont considérées comme ayant de moins bonnes caractéristiques de maniabilité que les variantes à moteur alternatif à faible vitesse. Leur faible tirant d'eau les rend instables et leurs coques courtes ont tendance à enfourner la proue lorsqu'ils sont utilisés en mer de face.
Les navires de la classe Bangor sont également considérés comme exigus pour les membres d'équipage, entassant plus de 60 officiers et matelots dans un navire initialement prévu pour un total de 40 hommes.
Les Bangors équipés de turbine à vapeur sont armés d'un canon anti-aérien de 12 livres 3-inch QF (7,62 cm) et d'un canon AA QF de 2 livres (4 cm). Sur certains navires, le canon de 2 livres est remplacé par un canon AA Oerlikon de 20 mm simple ou double, tandis que la plupart des navires sont équipés de quatre affûts Oerlikon simples supplémentaires au cours de la guerre. Pour les missions d'escortes, leur équipement de dragage de mines peuvent être échangé contre une quarantaine de grenades sous-marines.

## Histoire

### Seconde Guerre mondiale
Construit initialement pour le compte de la Royal Navy sous le nom de HMS Harwich, il est transféré à la Royal Indian Navy une fois terminé et mit en service le 27 octobre 1942 sous le nom de Khyber.
Le Khyber fait partie de la Eastern Fleet (flotte de l'Est) et a escorté de nombreux convois entre l'Afrique, l'Inde britannique et l'Australie en 1943-45,,.
Le 28 novembre 1942, le sous-marin de classe P HMS P 614 conduit des exercices de lutte anti-sous-marine au large de Freetown avec le Khyber et le sloop HMS Milford.
Le 4 février 1943, le sous-marin de la Marine royale néerlandaise de classe O 21 HrMs O 21 conduit des exercices de lutte anti-sous-marine au large de Freetown avec le Khyber et les baleiniers HMS Lurcher et HMS Mastiff .

### Après-guerre
En 1947, la partition des Indes entraîne la scission de la Royal Indian Navy entre l'Inde et le Pakistan. Sur les huit dragueurs de mines de la classe Bangor de la marine d'avant la partition, quatre sont transférés au Pakistan, le Khyber étant l'un des navires qui reste dans la Royal Indian Navy en 1948 en gardant son nom HMIS Khyber .
Il est mis au rebut en 1949.

### Participation auxconvois
Le Khyber a navigué avec les convois suivants au cours de sa carrière:
1. Convoi AP 54
2. Convoi AP 64
3. Convoi BA 46
4. Convoi BM 62
5. Convoi BM 62
6. Convoi BM 79
7. Convoi ST 45

### Commandement
- Lieutenant (Lt.) Bhaskar Sadashiv Soman (RIN) de 1942 à mi-1943
- T/Lieutenant (T/Lt.) William Russell Page (RINVR) de mi-1943 au 12 juin 1943
- T/Lieutenant (T/Lt.) Horace Charles Herbert Berry (RINR) du 12 juin 1943 au 7 juillet 1944
- T/Lieutenant (T/Lt.) William Donald Feather Clayton (RINR) du 7 juillet 1944 au 14 décembre 1945

Notes:
RIN: Royal Indian Navy
RINR: Royal Indian Naval Reserve
RINVR: Royal Indian Naval Volunteer Reserve